# 28222 Neilpathak
28222 Neilpathak è un asteroide della fascia principale. Scoperto nel 1998, presenta un'orbita caratterizzata da un semiasse maggiore pari a 2,2020747 UA e da un'eccentricità di 0,0882333, inclinata di 4,27569° rispetto all'eclittica.